# Estación de Philippe Auguste
Philippe Auguste es una estación de la línea 2 del metro de París situada en el límite de los distritos XI y XX, al este de la ciudad.

## Historia
La estación fue inaugurada el 31 de enero de 1903 con la llegada de la línea 2. 
Debe su nombre a Felipe Augusto, que ascendió al trono como Felipe II de Francia. Es de hecho, el único monarca francés que da nombre a una estación de metro. 

## Descripción
Se compone de dos vías y de dos andenes laterales de 75 metros.
Está diseñada en bóveda elíptica revestida completamente de los clásicos azulejos blancos biselados.
Su iluminación ha sido renovada empleando el modelo vagues (olas) con estructuras casi adheridas a la bóveda que sobrevuelan ambos andenes proyectando la luz en varias direcciones.
La señalización por su parte usa la moderna tipografía Parisine donde el nombre de la estación aparece en letras blancas sobre un panel metálico de color azul.
Por último, los asientos de la estación son verdes, individualizados y de tipo Motte.

## Accesos
La estación dispone de dos accesos. Uno de ellos está catalogado como Monumento Histórico al haber sido realizado por Hector Guimard.
- Acceso 1: avenida Philippe-Auguste esquina con la calle du Mont-Louis.
- Acceso 2: bulevar de Charonne.